# Critérium du Dauphiné 2012
De 64e editie van het Critérium du Dauphiné werd verreden van zondag 3 tot en met zondag 10 juni 2012 in de Franse regio Auvergne-Rhône-Alpes. De wedstrijd maakt deel uit van de UCI World Tour 2012.

## Deelnemende ploegen
| 18 UCI World Tour-ploegen | 18 UCI World Tour-ploegen | 18 UCI World Tour-ploegen | 4 wildcards                 |
| ------------------------- | ------------------------- | ------------------------- | --------------------------- |
| AG2R-La Mondiale          | Lampre-ISD                | Sky ProCycling            | Argos-Shimano               |
| Astana Pro Team           | Liquigas-Cannondale       | Team Garmin-Sharp         | Cofidis, le crédit en ligne |
| BMC Racing Team           | Lotto-Belisol             | Team Katjoesja            | Saur-Sojasun                |
| Euskaltel-Euskadi         | Omega Pharma-Quick Step   | Team Movistar             | Europcar                    |
| FDJ-BigMat                | Rabobank                  | Saxo Bank-Tinkoff Bank    |                             |
| Orica-GreenEdge           | RadioShack-Nissan-Trek    | Vacansoleil-DCM           |                             |

## Etappe-overzicht
| Etappe  | Type                | Datum   | Start                      | Aankomst        | Afstand  | Winnaar              | Ploeg           | Klassementsleider |
| ------- | ------------------- | ------- | -------------------------- | --------------- | -------- | -------------------- | --------------- | ----------------- |
| Proloog | Individuele tijdrit | 3 juni  | Grenoble                   | Grenoble        | 5,7 km   | Luke Durbridge       | Orica-GreenEdge | Luke Durbridge    |
| 1e      | Heuvelrit           | 4 juni  | Seyssins                   | Saint-Vallier   | 187 km   | Cadel Evans          | BMC Racing Team | Bradley Wiggins   |
| 2e      | Bergrit             | 5 juni  | Lamastre                   | Saint-Félicien  | 160 km   | Daniel Moreno        | Team Katjoesja  | Bradley Wiggins   |
| 3e      | Heuvelrit           | 6 juni  | Givors                     | La Clayette     | 167 km   | Edvald Boasson Hagen | Sky ProCycling  | Bradley Wiggins   |
| 4e      | Individuele tijdrit | 7 juni  | Villié-Morgon              | Bourg-en-Bresse | 53 km    | Bradley Wiggins      | Sky ProCycling  | Bradley Wiggins   |
| 5e      | Bergrit             | 8 juni  | Saint-Trivier-sur-Moignans | Rumilly         | 186,5 km | Arthur Vichot        | FDJ-BigMat      | Bradley Wiggins   |
| 6e      | Bergrit             | 9 juni  | Saint-Alban-Leysse         | Morzine         | 166,5 km | Nairo Quintana       | Team Movistar   | Bradley Wiggins   |
| 7e      | Bergrit             | 10 juni | Morzine                    | Châtel          | 126 km   | Daniel Moreno        | Team Katjoesja  | Bradley Wiggins   |

## Etappe-uitslagen

### Proloog
| Grenoble (5,7 km) |                       |                        |       |
| Plaats            | Naam                  | Ploeg                  | Tijd  |
| Winnaar           | Luke Durbridge        | Orica-GreenEdge        | 6'38" |
| 2                 | Bradley Wiggins       | Sky ProCycling         | + 1"  |
| 3                 | Andrij Grivko         | Astana Pro Team        | + 3"  |
| 4                 | Carlos Barredo        | Rabobank               | z.t.  |
| 5                 | Tony Martin           | Omega Pharma-Quickstep | + 5"  |
| 6                 | Simon Gerrans         | Orica-GreenEdge        | z.t.  |
| 7                 | Paul Martens          | Rabobank               | z.t.  |
| 8                 | Sylvain Chavanel      | Omega Pharma-Quickstep | + 6"  |
| 9                 | Cadel Evans           | BMC Racing Team        | z.t.  |
| 10                | Andrey Amador         | Team Movistar          | + 7"  |
|                   |                       |                        |       |
| 12                | Lieuwe Westra         | Vacansoleil-DCM        | + 7"  |
| 27                | Jurgen Van den Broeck | Lotto-Belisol          | + 11" |

### 1e etappe
| Seyssins - Saint-Vallier (187 km) |                       |                        |          |
| Plaats                            | Naam                  | Ploeg                  | Tijd     |
| Winnaar                           | Cadel Evans           | BMC Racing Team        | 4u36'21" |
| 2                                 | Jérôme Coppel         | Saur-Sojasun           | z.t.     |
| 3                                 | Andrej Kasjetsjkin    | Astana Pro Team        | z.t.     |
| 4                                 | Nacer Bouhanni        | FDJ-BigMat             | + 4"     |
| 5                                 | Tony Gallopin         | RadioShack-Nissan-Trek | z.t.     |
| 6                                 | Borut Božič           | Astana Pro Team        | z.t.     |
| 7                                 | Gerald Ciolek         | Omega Pharma-Quickstep | z.t.     |
| 8                                 | Julien Simon          | Saur-Sojasun           | z.t.     |
| 9                                 | Daniele Ratto         | Liquigas-Cannondale    | z.t.     |
| 10                                | Edvald Boasson Hagen  | Sky ProCycling         | z.t.     |
|                                   |                       |                        |          |
| 18                                | Jurgen Van den Broeck | Lotto-Belisol          | + 4"     |
| 24                                | Rob Ruijgh            | Vacansoleil-DCM        | + 4"     |

| Tussenstand |                       |                        |          |
| Plaats      | Naam                  | Ploeg                  | Tijd     |
| Gele trui   | Bradley Wiggins       | Sky ProCycling         | 4u43'04" |
| 2           | Cadel Evans           | BMC Racing Team        | + 1"     |
| 3           | Andrij Grivko         | Astana Pro Team        | + 2"     |
| 4           | Carlos Barredo        | Rabobank               | z.t.     |
| 5           | Tony Martin           | Omega Pharma-Quickstep | + 4"     |
| 6           | Paul Martens          | Rabobank               | z.t.     |
| 7           | Sylvain Chavanel      | Omega Pharma-Quickstep | + 5"     |
| 8           | Jérôme Coppel         | Saur-Sojasun           | + 6"     |
| 9           | Andrey Amador         | Team Movistar          | z.t.     |
| 10          | Edvald Boasson Hagen  | Sky ProCycling         | z.t.     |
|             |                       |                        |          |
| 12          | Rob Ruijgh            | Vacansoleil-DCM        | + 8"     |
| 22          | Jurgen Van den Broeck | Lotto-Belisol          | + 10"    |

### 2e etappe
| Lamastre - Saint-Félicien (160 km) |                       |                        |          |
| Plaats                             | Naam                  | Ploeg                  | Tijd     |
| Winnaar                            | Daniel Moreno         | Team Katjoesja         | 4u02'38" |
| 2                                  | Julien Simon          | Saur-Sojasun           | z.t.     |
| 3                                  | Tony Gallopin         | RadioShack-Nissan-Trek | z.t.     |
| 4                                  | Rinaldo Nocentini     | AG2R-La Mondiale       | z.t.     |
| 5                                  | Jurgen Van den Broeck | Lotto-Belisol          | z.t.     |
| 6                                  | Luis León Sánchez     | Rabobank               | z.t.     |
| 7                                  | Cadel Evans           | BMC Racing Team        | z.t.     |
| 8                                  | Janez Brajkovič       | Astana Pro Team        | z.t.     |
| 9                                  | Bradley Wiggins       | Sky ProCycling         | z.t.     |
| 10                                 | Thomas Voeckler       | Europcar               | z.t.     |
|                                    |                       |                        |          |
| 22                                 | Rob Ruijgh            | Vacansoleil-DCM        | z.t.     |

| Tussenstand |                       |                        |          |
| Plaats      | Naam                  | Ploeg                  | Tijd     |
| Gele trui   | Bradley Wiggins       | Sky ProCycling         | 8u45'42" |
| 2           | Cadel Evans           | BMC Racing Team        | + 1"     |
| 3           | Andrij Grivko         | Astana Pro Team        | + 2"     |
| 4           | Carlos Barredo        | Rabobank               | z.t.     |
| 5           | Tony Martin           | Omega Pharma-Quickstep | + 4"     |
| 6           | Paul Martens          | Rabobank               | z.t.     |
| 7           | Sylvain Chavanel      | Omega Pharma-Quickstep | + 5"     |
| 8           | Jérôme Coppel         | Saur-Sojasun           | + 6"     |
| 9           | Andrey Amador         | Team Movistar          | z.t.     |
| 10          | Richie Porte          | Sky ProCycling         | + 7"     |
|             |                       |                        |          |
| 11          | Rob Ruijgh            | Vacansoleil-DCM        | + 8"     |
| 17          | Jurgen Van den Broeck | Lotto-Belisol          | + 10"    |

### 3e etappe
| Givors- La Clayette (167 km) |                      |                        |          |
| Plaats                       | Naam                 | Ploeg                  | Tijd     |
| Winnaar                      | Edvald Boasson Hagen | Sky ProCycling         | 4u22'13" |
| 2                            | Gerald Ciolek        | Omega Pharma-Quickstep | z.t.     |
| 3                            | Borut Božič          | Astana Pro Team        | z.t.     |
| 4                            | Roger Kluge          | Argos-Shimano          | z.t.     |
| 5                            | Murilo Fischer       | Team Garmin-Barracuda  | z.t.     |
| 6                            | Tony Gallopin        | RadioShack-Nissan-Trek | z.t.     |
| 7                            | Davide Cimolai       | Lampre-ISD             | z.t.     |
| 8                            | Michael Matthews     | Rabobank               | z.t.     |
| 9                            | Sébastien Hinault    | AG2R-La Mondiale       | z.t.     |
| 10                           | Jonathan Cantwell    | Team Saxo Bank         | z.t.     |
|                              |                      |                        |          |
| 14                           | Kenny Dehaes         | Lotto-Belisol          | z.t.     |
| 23                           | Rob Ruijgh           | Vacansoleil-DCM        | z.t.     |

| Tussenstand |                       |                        |           |
| Plaats      | Naam                  | Ploeg                  | Tijd      |
| Gele trui   | Bradley Wiggins       | Sky ProCycling         | 13u07'55" |
| 2           | Cadel Evans           | BMC Racing Team        | + 1"      |
| 3           | Andrij Grivko         | Astana Pro Team        | + 2"      |
| 4           | Carlos Barredo        | Rabobank               | z.t.      |
| 5           | Tony Martin           | Omega Pharma-Quickstep | + 4"      |
| 6           | Paul Martens          | Rabobank               | z.t.      |
| 7           | Sylvain Chavanel      | Omega Pharma-Quickstep | + 5"      |
| 8           | Jérôme Coppel         | Saur-Sojasun           | + 6"      |
| 9           | Andrey Amador         | Team Movistar          | z.t.      |
| 10          | Richie Porte          | Sky ProCycling         | + 7"      |
|             |                       |                        |           |
| 11          | Rob Ruijgh            | Vacansoleil-DCM        | + 8"      |
| 17          | Jurgen Van den Broeck | Lotto-Belisol          | + 10"     |

### 4e etappe
| Villié-Morgon - Bourg-en-Bresse (individuele tijdrit 53 km) |                       |                        |          |
| Plaats                                                      | Naam                  | Ploeg                  | Tijd     |
| Winnaar                                                     | Bradley Wiggins       | Sky ProCycling         | 1u03'12" |
| 2                                                           | Tony Martin           | Omega Pharma-Quickstep | + 34"    |
| 3                                                           | Michael Rogers        | Sky ProCycling         | + 1'11"  |
| 4                                                           | Wilco Kelderman       | Rabobank               | + 1'25"  |
| 5                                                           | Sylvain Chavanel      | Omega Pharma-Quickstep | + 1'33"  |
| 6                                                           | Chris Froome          | Sky ProCycling         | z.t.     |
| 7                                                           | Luke Durbridge        | Orica-GreenEdge        | + 1'37"  |
| 8                                                           | Cadel Evans           | BMC Racing Team        | + 1'43"  |
| 9                                                           | David Millar          | Team Garmin-Barracuda  | + 1'51"  |
| 10                                                          | Luis León Sánchez     | Rabobank               | + 1'53"  |
|                                                             |                       |                        |          |
| 11                                                          | Jurgen Van den Broeck | Lotto-Belisol          | + 2'12"  |

| Tussenstand |                       |                        |           |
| Plaats      | Naam                  | Ploeg                  | Tijd      |
| Gele trui   | Bradley Wiggins       | Sky ProCycling         | 14u11'07" |
| 2           | Tony Martin           | Omega Pharma-Quickstep | + 38"     |
| 3           | Michael Rogers        | Sky ProCycling         | + 1'20"   |
| 4           | Sylvain Chavanel      | Omega Pharma-Quickstep | + 1'38"   |
| 5           | Cadel Evans           | BMC Racing Team        | + 1'44"   |
| 6           | Wilco Kelderman       | Rabobank               | + 1'45"   |
| 7           | Chris Froome          | Sky ProCycling         | + 1'48"   |
| 8           | David Millar          | Team Garmin-Barracuda  | + 2'00"   |
| 9           | Luis León Sánchez     | Rabobank               | + 2'02"   |
| 10          | Andrij Grivko         | Astana Pro Team        | + 2'18"   |
|             |                       |                        |           |
| 11          | Jurgen Van den Broeck | Lotto-Belisol          | + 2'22"   |

### 5e etappe
| Saint-Trivier-sur-Moignans-Rumilly (186,5 km) |                       |                     |          |
| Plaats                                        | Naam                  | Ploeg               | Tijd     |
| Winnaar                                       | Arthur Vichot         | FDJ-Big Mat         | 4u42'17" |
| 2                                             | Egoi Martínez         | Euskaltel-Euskadi   | + 26"    |
| 3                                             | Dmitri Fofonov        | Astana Pro Team     | z.t.     |
| 4                                             | Rémy Di Grégorio      | Cofidis             | z.t.     |
| 5                                             | Cayetano Sarmiento    | Liquigas-Cannondale | z.t.     |
| 6                                             | Alberto Losada        | Team Katjoesja      | z.t.     |
| 7                                             | Daniel Navarro        | Team Saxo Bank      | z.t.     |
| 8                                             | Maxime Méderel        | Saur-Sojasun        | z.t.     |
| 9                                             | Maxime Bouet          | AG2R-La Mondiale    | + 46"    |
| 10                                            | Bruno Pires           | Team Saxo Bank      | z.t.     |
|                                               |                       |                     |          |
| 15                                            | Jurgen Van den Broeck | Lotto-Belisol       | + 59"    |
| 36                                            | Wilco Kelderman       | Rabobank            | z.t.     |

| Tussenstand |                       |                        |           |
| Plaats      | Naam                  | Ploeg                  | Tijd      |
| Gele trui   | Bradley Wiggins       | Sky ProCycling         | 18u54'23" |
| 2           | Tony Martin           | Omega Pharma-Quickstep | + 38"     |
| 3           | Michael Rogers        | Sky ProCycling         | + 1'20"   |
| 4           | Cadel Evans           | BMC Racing Team        | + 1'44"   |
| 5           | Wilco Kelderman       | Rabobank               | + 1'45"   |
| 6           | Chris Froome          | Sky ProCycling         | + 1'48"   |
| 7           | Luis León Sánchez     | Rabobank               | + 2'02"   |
| 8           | Jurgen Van den Broeck | Lotto-Belisol          | + 2'22"   |
| 9           | Janez Brajkovič       | Astana Pro Team        | + 2'47"   |
| 10          | Jérôme Coppel         | Saur-Sojasun           | +2'55"    |

### 6e etappe
| Saint-Alban-Leysse - Morzine (166,5 km) |                       |                        |          |
| Plaats                                  | Naam                  | Ploeg                  | Tijd     |
| Winnaar                                 | Nairo Quintana        | Team Movistar          | 4u46'12" |
| 2                                       | Cadel Evans           | BMC Racing Team        | + 16"    |
| 3                                       | Daniel Moreno         | Team Katjoesja         | + 24"    |
| 4                                       | Bradley Wiggins       | Sky ProCycling         | z.t.     |
| 5                                       | Pieter Weening        | Orica-GreenEdge        | z.t.     |
| 6                                       | Chris Froome          | Sky ProCycling         | z.t.     |
| 7                                       | Vasil Kiryjenka       | Team Movistar          | z.t.     |
| 8                                       | Jurgen Van den Broeck | Lotto-Belisol          | z.t.     |
| 9                                       | Michael Rogers        | Sky ProCycling         | z.t.     |
| 10                                      | Haimar Zubeldia       | RadioShack-Nissan-Trek | z.t.     |

| Tussenstand |                       |                 |           |
| Plaats      | Naam                  | Ploeg           | Tijd      |
| Gele trui   | Bradley Wiggins       | Sky ProCycling  | 23u40'59" |
| 2           | Michael Rogers        | Sky ProCycling  | + 1'20"   |
| 3           | Cadel Evans           | BMC Racing Team | + 1'36"   |
| 4           | Chris Froome          | Sky ProCycling  | + 1'48"   |
| 5           | Jurgen Van den Broeck | Lotto-Belisol   | + 2'22"   |
| 6           | Vasil Kiryjenka       | Team Movistar   | + 2'58"   |
| 7           | Janez Brajkovič       | Astana Pro Team | + 3'07"   |
| 8           | Wilco Kelderman       | Rabobank        | + 3'26"   |
| 9           | Richie Porte          | Sky ProCycling  | + 3'44"   |
| 10          | Tejay van Garderen    | BMC Racing Team | + 3'51"   |

### 7e etappe
| Morzine - Châtel (126 km) |                       |                        |          |
| Plaats                    | Naam                  | Ploeg                  | Tijd     |
| Winnaar                   | Daniel Moreno         | Team Katjoesja         | 2u59'37" |
| 2                         | Luis León Sánchez     | Rabobank               | z.t.     |
| 3                         | Cadel Evans           | BMC Racing Team        | z.t.     |
| 4                         | Edvald Boasson Hagen  | Sky ProCycling         | z.t.     |
| 5                         | Rinaldo Nocentini     | AG2R-La Mondiale       | z.t.     |
| 6                         | Pieter Weening        | Orica-GreenEdge        | z.t.     |
| 7                         | Jurgen Van den Broeck | Lotto-Belisol          | z.t.     |
| 8                         | Dries Devenyns        | Omega Pharma-Quickstep | z.t.     |
| 9                         | Richie Porte          | Sky ProCycling         | z.t.     |
| 10                        | Michael Rogers        | Sky ProCycling         | + 7"     |

## Eindklassementen
| Plaats    | Naam                  | Ploeg                  | Tijd      |
| --------- | --------------------- | ---------------------- | --------- |
| Gele trui | Bradley Wiggins       | Sky ProCycling         | 26u40'46" |
| 2         | Michael Rogers        | Sky ProCycling         | + 1'17"   |
| 3         | Cadel Evans           | BMC Racing Team        | + 1'26"   |
| 4         | Chris Froome          | Sky ProCycling         | + 1'45"   |
| 5         | Jurgen Van den Broeck | Lotto-Belisol          | + 2'12"   |
| 6         | Vasil Kiryjenka       | Team Movistar          | + 2'58"   |
| 7         | Janez Brajkovič       | Astana Pro Team        | + 3'07"   |
| 8         | Wilco Kelderman       | Rabobank               | + 3'26"   |
| 9         | Richie Porte          | Sky ProCycling         | + 3'34"   |
| 10        | Haimar Zubeldia       | RadioShack-Nissan-Trek | + 3'50"   |

| Plaats | Ploeg           | Tijd      |
| ------ | --------------- | --------- |
|        | Sky Procycling  | 80u04'52" |
| 2      | BMC Racing Team | + 13'34"  |
| 3      | Team Movistar   | + 17'27"  |

| Plaats      | Naam                  | Ploeg                  | Punten |
| ----------- | --------------------- | ---------------------- | ------ |
| Groene trui | Cadel Evans           | BMC Racing Team        | 66     |
| 2           | Daniel Moreno         | Team Katjoesja         | 58     |
| 3           | Tony Gallopin         | RadioShack-Nissan-Trek | 51     |
|             |                       |                        |        |
| 10          | Jurgen Van den Broeck | Lotto-Belisol          | 29     |
| 29          | Pieter Weening        | Orica-GreenEdge        | 11     |

| Plaats                      | Naam                  | Ploeg                       | Punten |
| --------------------------- | --------------------- | --------------------------- | ------ |
| Bolletjestrui (wit op rood) | Cayetano Sarmiento    | Liquigas-Cannondale         | 91     |
| 2                           | Blel Kadri            | AG2R-La Mondiale            | 61     |
| 3                           | David Moncoutié       | Cofidis, le crédit en ligne | z.p.   |
|                             |                       |                             |        |
| 16                          | Lieuwe Westra         | Vacansoleil-DCM             | 19     |
| 33                          | Jurgen Van den Broeck | Lotto-Belisol               | 8      |

| Plaats     | Naam               | Ploeg           | Tijd      |
| ---------- | ------------------ | --------------- | --------- |
| Witte trui | Wilco Kelderman    | Rabobank        | 26u44'12" |
| 2          | Tejay van Garderen | BMC Racing Team | + 1'23"   |
| 3          | Jegor Silin        | Astana Pro Team | + 5'51"   |
|            |                    |                 |           |
| 24         | Gert Dockx         | Lotto-Belisol   | + 54'15"  |

1947 · 1948 · 1949 · 1950 · 1951 · 1952 · 1953 · 1954 · 1955 · 1956 · 1957 · 1958 · 1959 · 1960 · 1961 · 1962 · 1963 · 1964 · 1965 · 1966 · 1967 · 1968 · 1969 · 1970 · 1971 · 1972 · 1973 · 1974 · 1975 · 1976 · 1977 · 1978 · 1979 · 1980 · 1981 · 1982 · 1983 · 1984 · 1985 · 1986 · 1987 · 1988 · 1989 · 1990 · 1991 · 1992 · 1993 · 1994 · 1995 · 1996 · 1997 · 1998 · 1999 · 2000 · 2001 · 2002 · 2003 · 2004 · 2005 · 2006 · 2007 · 2008 · 2009 · 2010 · 2011 · 2012 · 2013 · 2014 · 2015 · 2016 · 2017 · 2018 · 2019 · 2020 · 2021 · 2022 · 2023 · 2024
 Tour Down Under · 
 Parijs-Nice · 
 Tirreno-Adriatico · 
 Milaan-San Remo · 
 Ronde van Catalonië · 
 E3 Harelbeke · 
 Gent-Wevelgem · 
 Ronde van Vlaanderen · 
 Ronde van het Baskenland · 
 Parijs-Roubaix · 
 Amstel Gold Race · 
 Waalse Pijl · 
 Luik-Bastenaken-Luik · 
 Ronde van Romandië · 
 Ronde van Italië · 
 Critérium du Dauphiné · 
 Ronde van Zwitserland · 
 Ronde van Frankrijk · 
 Ronde van Polen · 
  Eneco Tour · 
 Clásica San Sebastián · 
 Ronde van Spanje · 
 Vattenfall Cyclassics · 
 GP Ouest France-Plouay · 
 Grote Prijs van Quebec · 
 Grote Prijs van Montreal · 
 UCI Ploegentijdrit · 
 Ronde van Lombardije · 
 Ronde van Peking